# Orlu (Nigeria)
Orlu est une zone de gouvernement local de l'État d'Imo au Nigeria,.

## Source
- (en) Cet article est partiellement ou en totalité issu de l’article de Wikipédia en anglais intitulé « Orlu, Imo » (voir la liste des auteurs).